# Melanchroia regnatrix
Melanchroia regnatrix är en fjärilsart som beskrevs av Augustus Radcliffe Grote 1867. Melanchroia regnatrix ingår i släktet Melanchroia och familjen mätare. Inga underarter finns listade i Catalogue of Life.